# Game of Death (film 2010)
Game of Death è un film direct-to-video del 2010 diretto da Giorgio Serafini.

## Trama
Marcus Jones (Wesley Snipes) è un agente della CIA che racconta in flashback la sua ultima missione confessandosi con un prete (interpretato da Ernie Hudson). La missione comincia con un dialogo tra Marcus e il suo mentore Dietrich che gli assegna il suo prossimo compito, ossia conquistarsi la fiducia di Frank Smith (Robert Davi), un trafficante d'armi, e riuscire nell'impresa di incastrare e assassinare lui e il suo socio in affari, John Redvale (Gary Daniels). Marcus riesce a farsi assumere come guardia del corpo personale di Smith e, dopo diverso tempo riesce ad avere l'occasione giusta per il suo scopo, dato che sta accompagnando il suo assistito a un incontro con Redvale, con cui deve concludere un affare e ricevere $100,000,000 in contanti. Marcus è seguito dai membri della sua squadra, con a capo Dietrich, in elicottero e in auto. Ma accade un imprevisto: Smith ha un malore e contemporaneamente, a insaputa di Marcus, i suoi compagni assassinano Dietrich e prendono in mano il controllo dell'operazione volendo boicottare la missione per spartirsi il denaro della transazione.
L'auto su cui stanno viaggiando Marcus e Smith è al centro di una sparatoria in cui viene ucciso l'autista. Marcus prende il controllo del mezzo, semina gli inseguitori e si dirige all'ospedale dove Smith viene messo sotto controllo dalla dottoressa Rachel (Aunjanue Ellis). I killer, sotto la guida di Zander (Quinn Duffy), lo raggiungono e, dopo una sparatoria Floria, la donna del team, riesce a catturare Marcus mentre Zander aveva già raggiunto Smith nella sua camera cercando di velocizzare le operazioni di ristabilizzazione di Smith. Marcus viene poi lasciato in stato confusionale a terra mentre gli altri si dirigono da Redvale.
La comitiva viene ricevuta da Redvale in persona e, dopo un dialogo, egli decide di acconsentire le richieste dei killer accompagnandoli nel caveau. Nel frattempo Marcus riprende conoscenza e si dirige dai suoi ex compagni con un'ambulanza per eliminarli e salvare la dottoressa. Avviene quindi uno scontro armato nel quale rimangono uccisi Smith, Redvale e Floria mentre la dottoressa, grazie a un'azione di Marcus, riesce a mettersi in salvo. Lo scontro finale avviene sul tetto tra i due agenti segreti che combattono a mani nude. Marcus ne uscirà vincitore e, dopo aver recuperato una borsa contenente una parte del denaro (circa $1,000,000), esce dall'edificio. Si imbatterà quindi in un gruppo di ragazzi accompagnati dal prete al quale si confesserà per poi decidere di lasciargli l'intera somma di denaro.